# Melanochaeta kaw
Melanochaeta kaw är en tvåvingeart som beskrevs av Curtis W. Sabrosky 1948. Melanochaeta kaw ingår i släktet Melanochaeta och familjen fritflugor. Inga underarter finns listade i Catalogue of Life.